# Martin Schröttle
Martin Schröttle, nemški hokejist, * 1. september 1901, München, Nemčija, † 17. februar 1972, Nemčija. 
Schröttle je bil hokejist kluba SC Riessersee v nemški ligi, s katerim je v sezonah 1926/27, 1934/35 in 1937/38 osvojil naslov državnega prvaka, in nemške reprezentance, s katero je nastopil na dveh olimpijskih igrah, na katerih je osvojil eno bronasto medaljo, in Svetovnem prvenstvu 1930, kjer je osvojil srebrno medaljo. Za reprezentanco je nastopil na 37-ih tekmah, na katerih je dosegel osem golov.